# Akcija (film)
Akcija je slovenski črno-beli vojni dramski film iz leta 1960 v režiji Janeta Kavčiča po scenariju Marjana Rožanca. Film prikazuje poskus preboja skupine partizanov iz okupiranega mesta. 

## Igralci
- Lojze Rozman kot Ciril
- Aleksander Valič kot Tomaž
- Stane Potokar kot Metod
- Janez Albreht kot stanovalec
- Branko Pleša kot študent
- Arnold Tovornik kot Klemen
- Maks Bajc kot paznik
- Slavko Belak kot Polde
- Polde Bibič kot Sergej
- Demeter Bitenc kot gestapovec
- Franjo Blaž kot Bahovec
- Vanja Drach kot Kos
- Janko Hočevar kot stanovalec
- Silvij Kobal kot Lojz
- Jožko Lukeš kot Ludvik